# Iglesia de Nuestra Señora de la Asunción (Rus)
La iglesia de Nuestra Señora de la Asunción, ubicada en Rus, es uno de los edificios más señalados del siglo XVI jiennense, en el que se resumen los nuevos caminos desarrollados por la escuela de Vandelvira. Se le atribuye su autoría a Alonso Barba. En 1983 se propuso como Bien de Interés Cultural.

## Descripción
El edificio responde a la tipología de templo de planta de salón con tres naves, divididas cada una de ellas en dos tramos mediante dos pilares-columna cilíndricos de orden dóricotoscano elevados sobre un pequeño basamento cuadrado, y presbiterio plano integrado en la nave central. Las proporciones de la planta son casi cuadrangulares, destacando la nave central más ancha que las laterales. Los diferentes tramos de
las naves se cubren con bóvedas baídas sobre arcos de medio punto ligeramente rebajados, que presentan un interesante programa decorativo de yeserías.
El primer tramo de la nave central presenta una cúpula dividida en doce segmentos sobre pechinas, decoradas por una serie de relieves de yeso que representan a los cuatro evangelistas enmarcados en tondos con decoración de hojarascas; el segundo tramo se cubre con una bóveda baída decorada con yeserías que desarrollan un cuadrado romboidal, combinado con marcos triangulares en las esquinas y florones, ovas y dardos. La Capilla Mayor del templo, con testero plano, se resuelve a través de un gran arco de medio punto apoyado sobre dos grandes pilares, y con el escudo episcopal de don Francisco Delgado en la clave. A ambos lados del testero central, se abren pequeñas capillas hornacinas de medio punto. A los pies del templo se sitúa el coro, que consiste en una tribuna de madera elevada sobre tres columnas toscanas, al cual se accede a través de unas escaleras ubicadas en el lateral sur; en el lateral oeste, se abren dos puertas de medio punto que dan acceso a la sala del baptisterio y a la torre respectivamente.
Las naves laterales, de dimensiones más reducidas que la central, presentan bóvedas baídas que arrancan de los finos ábacos de las columnas. En el primer tramo de la nave del Evangelio se abre una portada-retablo de cantería, con un arco de medio punto cegado, enmarcado por columnas toscanas sobre basamento, y rematado por un entablamento sobre el que se desarrolla un frontón partido en su centro por una hornacina avenerada que alberga una escultura de la Virgen, y flanqueado por otras dos figuras alegóricas. En el friso se puede leer una inscripción que hace mención a la fundación de la capilla: 

«ESTA CAPYLLA MANDO HAZER EL VENERABLE ADRES LOPEZ SIENDO PRIOR EN ESTA ILESIA AÑO DE: M S 61. ACABOSE A Z I DE AGOSTO».

En el primer tramo de la nave de la Epístola se abre una segunda portada interior, compuesta por arco de medio punto flanqueado por esbeltas columnas toscanas sobre altos basamentos, y rematadas por entablamento y rústicos pináculos; delante de ésta, se ubica una pila bautismal de mármol blanco.
Hacia el exterior, la iglesia de Nuestra Señora de la Asunción, en Rus, presenta tres fachadas, hacia el norte, sur y este; hacia el oeste el templo está adosado a otras construcciones. En las fachadas norte y sur, se abren la portada principal y una secundaria respectivamente; la torre campanario se levanta hacia el lateral este. La fachada principal, al norte, se abre en un ensanche de la calle Iglesia. La portada, realizada en cantería y enmarcada por grandes contrafuertes, consta de un arco de medio punto, con clave resaltada y decorada por una cruz labrada, apoyado sobre las destacadas impostas. El arco queda enmarcado por pilastras cajeadas, sobre basamento, y coronadas por capiteles con decoración de ovas y dardos. Sobre las pilastras discurre el entablamento, formado por un arquitrabe moldurado y un friso corrido en el que se inscribe: 

«ASUPTA EST W I CELUS GAUDET ANGELIS 1583».

Todo ello rematado por una cornisa moldurada. En el lateral izquierdo de la portada se aprecia un arco de medio punto, cegado y con disposición radial de sus dovelas.
En el lateral derecho de la portada principal se levanta la torre-campanario. Esta, de planta rectangular, se organiza en dos cuerpos separados por una cornisa. En el cuerpo inferior se inscribe el escudo de armas del obispo don Sancho Dávila, enmarcado por una cenefa de piedra y fechado en 1950,
según se puede comprender al leer la placa situada junto al escudo:

«ESTA TORRE Y TEMPLO FUE/ RECONSTRUIDA BAJO/LA PROTECCIÓN DEL ILUSTRE/ ARCIPRESTE DE LA BASÍLICA/DE MADRID DN. ANDRES TRILLO. AÑO 1950. DÑ.MARIA RUIZ».

En la fachada sur del templo, abierta a un ensanche de la calle los Molinos, se ubica la segunda portada de la iglesia. Esta, al igual que la principal, de una extremada austeridad y sencillez, se resuelve mediante un arco de medio punto con la clave resaltada, flanqueado por pilastras cajeadas de orden toscano sobre basamento y entablamento completo sin decoración. Encima del arco de entrada, la fachada está perforada
por un arco rebajado abocinado que encierra una ventana. Esta portada, a consecuencia de la reciente edificación de la nueva sacristía y casa parroquial, ha quedado embutida y ahogada en una pequeña plaza que resuelve el desnivel del terreno mediante una escalinata.
La pérdida de la integridad de los archivos parroquiales y la imposibilidad de acceder al templo son la causa principal de que no se haya podido inventariar una precisa relación de los bienes muebles vinculados al inmueble. Tan solo se puede reseñar, según algunas fuentes bibliográficas, la existencia de algunas piezas de platería de considerable valor, como son una cruz procesional de plata repujada del año 1747 y una custodia cordobesa con el sello de Diego de Vega y Torres, fechada en 1824.